# Linówiec (województwo wielkopolskie)
Linówiec (do 2009 Linowiec) – wieś w Polsce położona w województwie wielkopolskim, w powiecie słupeckim, w gminie Orchowo.
Pierwsze wzmianki o Linówcu pochodzą z 1369 roku. Był on własnością szlachecką. 
W XIX wieku czynna była we wsi cegielnia. W czasach PRL-u powstało Zespołowe Gospodarstwo Rolne Spółdzielni Kółek Rolniczych, specjalizujące się m.in. w hodowli owiec. 
W latach 1975–1998 miejscowość administracyjnie należała do województwa konińskiego.
We wsi znajdują się następujące zabytki nieruchome wpisane do krajowego rejestru zabytków:
- drewniany kościół parafialny pod wezwaniem św. Marcina z 1749 roku (nr rej.: 265/7 z 30.04.1984 r.);
- drewniana dzwonnica z 2 poł. XVIII, (nr rej.: 265/7 z 30.04.1984 r.);
- ludowa kapliczka św. Wawrzyńca z XIX (nr rej.: 266/8 z 265/7 z 30.04.1984 r.)
- park dworski z 2 poł. XIX (nr rej.: 267/9 z 30.04.1984 r.).